# Amber Lynn
Amber Lynn, nascuda Laura Allen, (Orange, Califòrnia, 3 de setembre de 1964) ha estat una popular actriu i coneguda estrella del cinema pornogràfic estatunidenca, qui ha realitzat gairebé 400 pel·lícules.
Aquesta californiana de faccions dures i rostre androgin era només una adolescent que corria amb el seu grup d'amiguetes pels carrers de Los Angeles quan va conèixer casualment n'Althea Flynt, esposa del magnat de la publicació eròtica Hustler, en Larry Flynt, en un local anomenat L.A.'s Rainbow Bar and Grill. Althea la va convidar a pujar a una limusina i li va permetre de conèixer personalment al cantant de pop-rock Sting i als altres components del seu grup The Police, amb els quals va passar tota una nit de festa.
Poc després, Amber començaria a aparèixer nua en revistes eròtiques per a adults, com ara Hustler, High Society o Penthouse. El pas següent seria posar-se davant la càmera i començar a rodar escenes pornogràfiques. Eren els primers anys de la dècada dels 80 i un alè de renovació impregnava el panteó o star-system del gènere. Les històriques Annette Haven, Veronica Hart, Marilyn Chambers o Vanessa del Rio, donarien pas a una nova generació d'actrius encapçalada per futures estrelles com ara Ginger Lynn, Traci Lords, Christy Canyon o Tracey Adams, a les que s'afegiria també, tot i que en un segon pla, l'Amber Lynn.
La primera escena de sexe de l'Amber fou al film Personal Touch: Part III, on compartia protagonisme amb Bunny Blue i la desapareguda Lisa de Leeuw. El germà gran d'Amber (Buck Adams) també va decidir-se pel cinema X, on va arribar a ser un actor de renom. Els dos germans, però, mai varen coincidir en una escena de sexe malgrat haver rebut quantioses ofertes davant la morbositat que generava al públic que dos germans interaccionessin sexualment davant la càmera.
Inicialment les habilitats i pràctiques d'Amber Lynn davant la càmera només incloïen sexe oral, vaginal i lesbianisme, amb refús explícit de sexe anal i interracial. Posteriorment Amber acceptaria també aquestes modalitats i assoliria un gran reconeixement amb una doble penetració vaginal a The Devil in Miss Jones 3.

## Guardons
- 1987: Premis XRCO – Millor actriu secundària: Taboo 5[4]
- 2001: AVN Hall of Fame inductee[5]
- 2007: Adam Film World Guide – Lifetime Achievement Award[6]